# Tournée de l'équipe de France de rugby à XV en 1997
L'équipe de France de rugby à XV effectue du 1er au 28 juin 1997 une tournée en Australie et en Roumanie.

## Résultats complets
| No | Date         | Lieu                                       | Match                                 | Score   | Compétition |
| -- | ------------ | ------------------------------------------ | ------------------------------------- | ------- | ----------- |
| 1  | 1 juin 1997  | Stade Dinamo, Bucarest, Roumanie           | Roumanie – France                     | 20 – 51 | test match  |
| 2  | 13 juin 1997 | Canberra, Australie                        | Australian Capital Territory – France | 22 – 31 | tournée     |
| 3  | 17 juin 1997 | Ballymore Stadium, Brisbane, Australie     | Queensland Reds – France              | 24 – 34 | tournée     |
| 4  | 21 juin 1997 | Sydney Football Stadium, Sydney, Australie | Australie – France                    | 29 – 15 | test match  |
| 5  | 25 juin 1997 | Topper Stadium, Newcastle, Australie       | Barbarians australiens – France       | 26 – 24 | tournée     |
| 6  | 28 juin 1997 | Ballymore Stadium, Brisbane, Australie     | Australie – France                    | 26 – 19 | test match  |